# Conochares interruptus
Conochares interruptus är en fjärilsart som beskrevs av Smith 1905. Conochares interruptus ingår i släktet Conochares och familjen nattflyn. Inga underarter finns listade i Catalogue of Life.